# إيناكي غارمنديا
إيناكي غارمنديا (بالإسبانية: Iñaki Garmendia Larrea)‏ هو لاعب كرة قدم إسباني، ولد في 18 أغسطس 1981 في فيتوريا-غاستيز في إسبانيا. لعب مع ريال جيان ونادي أموريبايتا ونادي إكستريمادورا ونادي ميرانديس.

## وصلات خارجية
- إيناكي غارمنديا على موقع قاعدة بيانات كرة القدم.إي يو (الإنجليزية)
- إيناكي غارمنديا على موقع Soccerway.com (الإنجليزية)
- إيناكي غارمنديا على موقع AS.com (الإسبانية)